# Oleg Penkovski
Oleg Vladímirovich Penkovski o Penkovsky (en ruso Олег Влади́мирович Пенько́вский, transliterado académicamente como Oleg Vladímirovič Penkovskij, Vladikavkaz, Osetia del Norte, Rusia soviética, 23 de abril de 1919-¿Moscú?, entonces Unión Soviética, 16 de mayo de 1963), cuyo código occidental fue Agent Hero («Agente Héroe»), fue un coronel de la inteligencia militar soviética (GRU) entre finales de la década de 1950 y principios de la de 1960. En 1962 alertó a Occidente que la URSS estaba instalando misiles nucleares en Cuba, en lo que pronto fue conocido como la crisis de los misiles cubanos. Sentía al parecer que Nikita Jrushchov era un personaje peligroso que podría conducir al mundo a nada menos que una guerra nuclear. Tras descubrirse su condición de agente doble, fue condenado a muerte en 1963.

## Primeros años y carrera militar
El padre de Penkovski murió luchando como oficial del Ejército Blanco (zarista y antibolchevique) durante la guerra civil rusa. En 1939, se graduó en la Academia de Artillería de la capital ucraniana de Kiev, obteniendo el grado de teniente. Después de participar en la breve Guerra de Invierno contra Finlandia en 1940, y de hacer lo propio en la Gran Guerra Patria de 1941-1945 (nombre soviético y ruso del Frente Oriental durante la Segunda Guerra Mundial), alcanzó el grado de teniente coronel.
Como oficial del GRU, Penkosvki fue nombrado agregado militar en Ankara, la capital turca, en 1955. Luego trabajó en el Comité Soviético de Investigación Científica. Llegaría a ser amigo personal de la entonces cabeza del GRU, Iván Serov, así como del mariscal soviético Serguéi Varentsov.

## Trabajo para la inteligencia occidental
En julio de 1960, Oleg Penkosvky se acercó a unos estudiantes estadounidenses que estaban de paso por la capital soviética de Moscú, y les dio un paquete, que luego llegaría a manos de la Agencia Central de Inteligencia de Estados Unidos. Los agentes de la CIA tardaron en contactar con él porque creían que estaban bajo constante vigilancia, o bien porque asumían que podía tratarse de una trampa o celada tendida por el KGB. En 1960 y 1961 escribió a varios ciudadanos occidentales ofreciendo sus servicios como espía. Estos acercamientos no fueron atendidos inicialmente por la CIA que seguía pensando que era un doble agente. Penkovsky finalmente persuadió al británico Greville Wynne para organizar una reunión con dos agentes de inteligencia británicos y otros dos estadounidenses, durante una breve visita a Londres, en 1961. Wynne devendría en uno de sus mensajeros. La CIA lamentó su tardanza en haber confiado en él, pero los británicos del MI6 les prometieron que compartirían la información confidencial que les proporcionase su nuevo doble agente soviético.
Durante los siguientes dieciocho meses, Penkovksy suministró una tremenda cantidad de información a sus dos contactos del MI6 británico en Moscú, Ruari y Janet Chisholm, además de brindar datos adicionales a sus contactos de la CIA y al SIS durante sus contados viajes permitidos al exterior. Pero su logro más importante fue haber provisto al entonces presidente estadounidense John Fitzgerald Kennedy con información fiable sobre el tamaño real del arsenal nuclear soviético durante la crisis de los misiles cubanos, el cual era bastante más pequeño de lo que los expertos occidentales habían estimado, desinformación en parte previamente causada a raíz de los constantes "alardes" de Jrushchov, como aquella célebre bravuconada de que "los misiles [atómicos] intercontinentales salían de las fábricas soviéticas como salchichas de una máquina de hacer embutidos" , dicha durante su célebre asistencia a la reunión de la Asamblea General de las Naciones Unidas, en octubre de 1960. A partir de los documentos confidenciales, quedó claro además que ni los sistemas de reaprovisionamiento de combustible de la URSS ni los sistemas de guía de misiles eran completamente operativos.

## Actuación en la crisis de los misiles de 1962
La Unión Soviética comenzó a desplegar misiles nucleares de alcance intermedio (MRBMs) en Cuba, con la expectativa de que, una vez que el gobierno estadounidense se enterase de su existencia, ya fuese un hecho consumado y no pudiese hacer nada al respecto. Penkovksy proveyó de planos y descripciones de los sitios de lanzamiento de misiles instalados en Cuba. Sólo a partir de esta información pudo la inteligencia estadounidense identificarlos fehacientemente, ya que las fotografías obtenidas mediante los vuelos de reconocimiento de los aviones espía Lockheed U-2 eran de una relativamente baja resolución.
Penkosvky fue arrestado por el KGB el 22 de octubre de 1962 -a partir de información brindada por el doble agente británico George Blake- poco antes del mensaje de Kennedy al pueblo estadounidense, mediante el cual revelaría que aviones espías U-2 habían confirmado reportes de inteligencia de que los soviéticos estaban instalando misiles nucleares de alcance intermedio en Cuba (peligrosa operación cuyo nombre en código era Anádyr).
De tal forma, el presidente Kennedy fue privado forzosamente de un muy importante agente de inteligencia, que podría haber ayudado a mitigar un poco la dureza de los trece días que duró la crisis nuclear, inteligencia como, por ejemplo, que Jrushchov mismo estaba buscando formas de desactivar la peligrosa situación de una escalada nuclear eventual, la cual, a la postre, resultaría ser el momento histórico más próximo que tuvieron ambas superpotencias militares antagónicas de sufrir un intercambio atómico mutuo.
Tal vez esa información hubiese reducido la presión sobre Kennedy para lanzar una invasión a gran escala sobre la isla -una acción que, hoy se sabe, hubiese llevado al uso de las armas nucleares tácticas de la clase "Luna" contra las tropas estadounidenses. El comandante soviético en Cuba, general Issa Plíyev, había recibido el permiso de usarlas en un caso extremo, sin necesidad de consultar a Moscú antes.

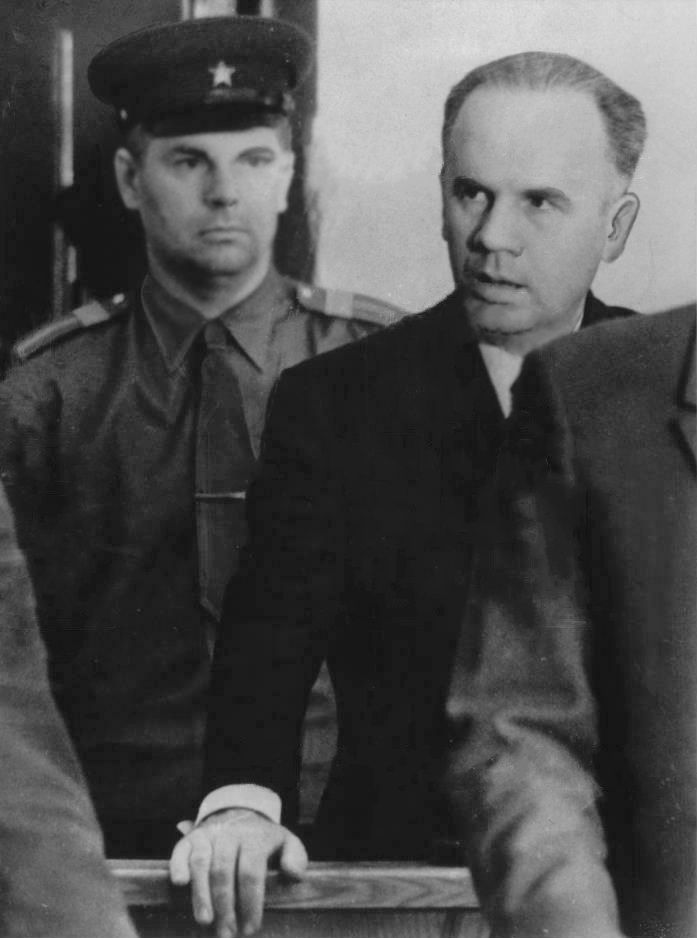
Penkovsky durante su juicio en 1963

## El destino final de Penkovsky
Penkovksy fue juzgado y condenado por espionaje en un juicio sumario que tuvo lugar en 1963. Difieren los reportes sobre lo que le sucedió exactamente después de su condena. Algunas fuentes alegan que fue ejecutado mediante el tradicional método soviético de un disparo en la nuca, para luego ser "cremado" y finalmente enterrado en una fosa común.
El autor del GRU Vladímir Rezún, escribiendo bajo el pseudónimo "Víktor Suvórov", dice en su libro Aquarium que le mostraron un film en blanco y negro del GRU en el que Penkovksy estaba atado a una tabla, mientras era "cremado vivo". Es decir, habría sido lentamente introducido en un horno crematorio, de pies a cabeza (en ese orden), mientras otros oficiales eran forzados a mirar la espeluznante escena, como una furibunda advertencia a potenciales traidores futuros. Una descripción muy similar realizaría más tarde Ernest Volkman, en uno de sus libros.

## Legado
Penkovsky es mencionado en el libro La caza al octubre rojo (The hunt for red October), del escritor estadounidense Tom Clancy. Asimismo, la carrera como espía de Penkovksy fue tratada en la serie Nuclear secrets, en el episodio uno de la misma, intitulado The spy from Moscow (El espía de Moscú). El capítulo, transmitido en Reino Unido el 15 de enero de 2007, mostraba una filmación secreta desclasificada del KGB mientras Penkovksy fotografiaba documentos confidenciales y se encontraba con la agente británica Janet Chisholm, uno de sus contactos en el Moscú de la era Jrushchov.
En la película The Courier se tratan, con licencias artísticas, los hechos relativos a sus revelaciones y posterior captura.